# Кубок Ірландії з футболу 1998—1999
Кубок Ірландії з футболу 1998—1999 — 78-й розіграш кубкового футбольного турніру в Ірландії. Переможцем вдруге став Брей Вондерерз.

## Календар
| Раунд       | Дата                                               | Матчі  | Клуби   |
| ----------- | -------------------------------------------------- | ------ | ------- |
| 1/16 фіналу | 8-9 січня 1999, 12-27 січня 1999 (перегравання)    | 16+5+1 | 32 → 16 |
| 1/8 фіналу  | 5-7 лютого 1999, 16 лютого 1999 (перегравання)     | 8+1    | 16 → 8  |
| 1/4 фіналу  | 5-7 березня 1999, 9-16 березня 1999 (перегравання) | 4+2+1  | 8 → 4   |
| 1/2 фіналу  | 2-4 квітня 1999                                    | 2      | 4 → 2   |
| Фінал       | 9 травня 1999, 15-20 травня 1999 (перегравання)    | 1+1+1  | 2 → 1   |

## 1/16 фіналу
| Команда 1            | Рахунок | Команда 2              |
| -------------------- | ------- | ---------------------- |
| 8 січня 1999         |         |                        |
| Атлон Таун (2)       | 0:1     | Слайго Роверз          |
| Брей Вондерерз       | 5:0     | Сент-Френсіс (2)       |
| 9 січня 1999         |         |                        |
| Ков Рамблерс (2)     | 2:2     | Гарда (3)              |
| Фінн Гарпс           | 0:0     | Белгроув (3)           |
| Сент-Патрікс Атлетік | 3:0     | Гленмор Селтік (3)     |
| Кілкенні Сіті (2)    | 3:2     | Свіллі Роверз (3)      |
| Лімерик (2)          | 0:0     | Дандолк                |
| 10 січня 1999        |         |                        |
| Аштон Вілла (3)      | 0:2     | Черрі Орчард (3)       |
| Дроеда Юнайтед (2)   | 0:0     | Голвей Юнайтед (2)     |
| Рокмаунт (3)         | 1:1     | УКД                    |
| Шемрок Роверс        | 0:3     | Шелбурн                |
| Монахан Юнайтед (2)  | 0:2     | Корк Сіті              |
| Воркманс/Данлірі (3) | 1:3     | Хоум Фарм (Фінгал) (2) |
| Вотерфорд Юнайтед    | 0:4     | Богеміан               |
| Сент-Марі (3)        | 5:0     | Бангор Селтік (3)      |
| Лонгфорд Таун (2)    | 0:1     | Деррі Сіті             |

Перегравання
| Команда 1          | Рахунок | Команда 2          |
| ------------------ | ------- | ------------------ |
| 12 січня 1999      |         |                    |
| Дандолк            | 2:2 дч  | Лімерик (2)        |
| Голвей Юнайтед (2) | 1:0     | Дроеда Юнайтед (2) |
| УКД                | 2:0     | Рокмаунт (3)       |
| 13 січня 1999      |         |                    |
| Гарда (3)          | 1:6     | Ков Рамблерс (2)   |
| 19 січня 1999      |         |                    |
| Лімерик (2)        | 0:1     | Дандолк            |
| 27 січня 1999      |         |                    |
| Белгроув (3)       | 0:6     | Фінн Гарпс         |

## 1/8 фіналу
| Команда 1            | Рахунок | Команда 2              |
| -------------------- | ------- | ---------------------- |
| 5 лютого 1999        |         |                        |
| Богеміан             | 0:1     | Шелбурн                |
| Голвей Юнайтед (2)   | 1:0     | Хоум Фарм (Фінгал) (2) |
| Брей Вондерерз       | 3:0     | Черрі Орчард (3)       |
| 6 лютого 1999        |         |                        |
| Слайго Роверз        | 2:1     | Ков Рамблерс (2)       |
| 7 лютого 1999        |         |                        |
| Сент-Патрікс Атлетік | 1:0     | УКД                    |
| Сент-Марі (3)        | 0:3     | Кілкенні Сіті (2)      |
| Деррі Сіті           | 2:0     | Дандолк                |
| Корк Сіті            | 0:0     | Фінн Гарпс             |

Перегравання
| Команда 1      | Рахунок | Команда 2 |
| -------------- | ------- | --------- |
| 16 лютого 1999 |         |           |
| Фінн Гарпс     | 1:0     | Корк Сіті |

## 1/4 фіналу
| Команда 1          | Рахунок | Команда 2            |
| ------------------ | ------- | -------------------- |
| 5 березня 1999     |         |                      |
| Голвей Юнайтед (2) | 1:0     | Сент-Патрікс Атлетік |
| 6 березня 1999     |         |                      |
| Кілкенні Сіті (2)  | 2:2     | Фінн Гарпс           |
| Слайго Роверз      | 1:1     | Брей Вондерерз       |
| 7 березня 1999     |         |                      |
| Деррі Сіті         | 0:2     | Шелбурн              |

Перегравання
| Команда 1       | Рахунок | Команда 2         |
| --------------- | ------- | ----------------- |
| 9 березня 1999  |         |                   |
| Фінн Гарпс      | +:-     | Кілкенні Сіті (2) |
| 10 березня 1999 |         |                   |
| Брей Вондерерз  | 0:0 дч  | Слайго Роверз     |
| 16 березня 1999 |         |                   |
| Брей Вондерерз  | 1:0     | Слайго Роверз     |

## 1/2 фіналу
| Команда 1          | Рахунок | Команда 2      |
| ------------------ | ------- | -------------- |
| 2 квітня 1999      |         |                |
| Шелбурн            | 1:2     | Брей Вондерерз |
| 4 квітня 1999      |         |                |
| Голвей Юнайтед (2) | 1:2     | Фінн Гарпс     |

## Фінал
| 9 травня 1999 |

| Фінн Гарпс | 0:0 | Брей Вондерерз |
| ---------- | --- | -------------- |
|            |     |                |

| Толка Парк, Дублін |

Перегравання
| 15 травня 1999 |

| Фінн Гарпс          | 2:2 дч | Брей Вондерерз            |
| ------------------- | ------ | ------------------------- |
| Спік 57' Моган 102' |        | О'Коннер 86' О'Браян 120' |

| Толка Парк, Дублін |

Друге перегравання
| 20 травня 1999 |

| Фінн Гарпс | 1:2 | Брей Вондерерз |
| ---------- | --- | -------------- |
| Спік 11'   |     | Берн 37', 71'  |

| Толка Парк, Дублін |